# Huang Shen
Huang Shen ou Houeng Chen ou Huang Shēn, surnom : Gongmou, nom de pinceau : Yingpiao, néé en 1682 ou 1687 à Ninghua (province du Fujian et mort en 1772, est un peintre chinois de sujets de genre, figures, portraits, animaux, paysages, fleurs et Calligraphe du XVIIIe siècle.

## Les Huit Excentriques deYangzhou
Selon le Registre des Bateaux Fleuris de Yangzhou (Yangzhou huafang lu, 1795), un livre qui recense les peintres célèbres de cette ville, plus de cent peintres de renom y exercent leur activité aux périodes Kangxi, Yongzheng et Qianlong. Parmi eux figurent les Huit excentriques de Yangzhou (Li Shan, Wang Shishen, Jin Nong, Huang Shen, Li Fangying, Zheng Xie, Gao Xiang et Luo Ping. Ils impriment de nouvelles idées et techniques à la peinture d'oiseaux-et-fleurs, de bambous et de rochers, qui favorisent la pleine expression de l'individualité de l'artiste, et exercent une influence profonde sur les peintres des générations suivantes. Chacun de ces artistes met l'accent sur l'expression et la perfection de la personnalité individuelle, refusant de suivre les règles établies de quelques peintre ou école de peinture que ce soit.

## Biographie
Les dates de naissance et de décès de Huang ne sont pas connues précisément et restent à ce jour approximatives. Il s'établit vers 1723 à Yangzhou et rejoint plus tard le groupe des Huit Excentriques de Yangzhou. Au milieu du XVIIIe siècle, Yangzhou, sur le Fleuve bleu, terminus méridional du Grand Canal, est une ville très animée par des marchands enrichis dans le commerce du sel à qui une mobilité sociale nouvelle permet de côtoyer des aristocrates et des lettrés. Ainsi se créent de nouveaux groupes de mécènes qui attirent les artistes. Huang Sheng, lui, commence par exercer comme artiste traditionnel et populaire, spécialiste de figures, de scènes de genre, mais aussi de fleurs, d'insectes et de paysages, comme il l'a appris de son maître, un peintre mineur de sa province natale.
À Yangzhou il fait la connaissance de Zheng Xie, un autre des Huit Excentrique de Yangzhou (Yangzhou baguai), et son style évolue peu à peu vers une manière enjouée, relativement brouillon dans être pour autant sauvage. Sans ses paysages, la surface l'intéresse plus que la structure, mais son pinceau est vivant et original. Beaucoup de ses œuvres sont conservées dans des collections privées.

## Musées
- Pékin (Mus. Du palais) :
  - Portrait de son frère portant une pierre à encre.
  - Études de fruits et de paysages, six feuilles d'album.
- Shanghai :
  - Fleurs, feuille d'album.
- Stockholm  (Nat. Mus.):
  - Plantes, fleurs et paysages, album de douze feuilles, signé.

## Œuvres

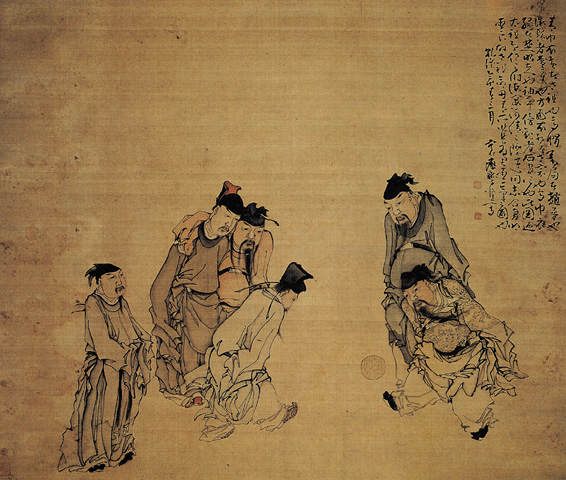
Portrait de Cuju par Huang shen
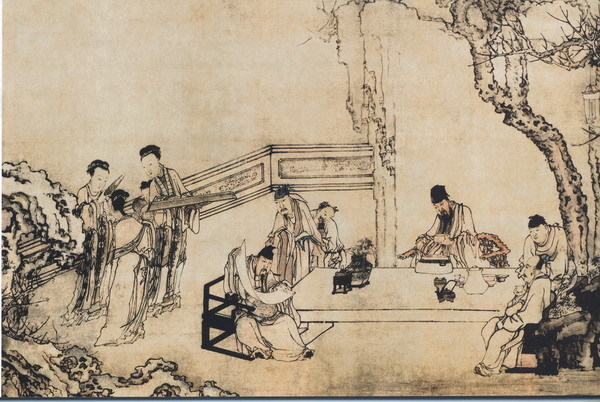
Banquet au jardin une nuit de printemps par Huang Shen